# Home assegut
Home assegut és una pintura a l'oli sobre cartró ondulat realitzada per Pablo Picasso el 1969 i que actualment forma part de la col·lecció permanent del Museu Picasso de Barcelona. Es mostra a la sala 16 de la col·lecció permanent del museu. L'obra va ingressar al museu el 1977 amb el codi de registre MPB 112.867, gràcies a una donació de Pablo Vilató.
En els darrers anys de la seva vida, Picasso sorprèn de nou amb una revolució estètica i formal, poc compresa en el seu moment. Dins l'obra tardana trobem la renovació última, en què Picasso s'allibera de tot saber, de tota tècnica i retorna a allò que és natural, a l'espontaneïtat, a la infantesa de l'art, a una pintura primària i immediata. És a dir, a una pintura sense traves ni regles, expressió de la seva prodigiosa energia.
Home assegut és un clar exponent d'aquesta pintura de transgressió que es coneix com a període d'Avinyó, amb motiu de les dues grans exposicions que tenen lloc al Palau dels Papes (1970 i 1973). Picasso hi ofereix una sèrie d'arquetips, un dels quals és l'ésser híbrid que protagonitza aquest oli, en el qual allò humà i l'animalitat més rude es fonen. De la mescla surt un personatge intrigant, amb aparença de mosqueter cavaller, que descriu de manera
vehement, amb contrastos de colors ben compartimentats i contorns negres. Mostra la materialitat de la pintura, amb traços gruixuts i barroers, amb zones empastifades.
Per elaborar el rostre, Picasso torna a la careta, símbol i fetitxe. Els trets facials són d'animal, però el pentinat i el portentós bigoti i el masclet són referents directes dels senyors del segle d'or espanyol.
L'obra evidencia el desig d'expressar un univers obsessiu i fantàstic amb una estètica primària i brutal, i amb un grafisme característic d'aquest darrer període com les mans en forma de ventall que mostra sempre de cara. Una altra obra d'aquesta darrera època amb representació de figures abarrocades o d'inspiració velazquenya és el dibuix amb retolador i guaix, que Picasso va fer pocs mesos abans de la seva mort: Quatre personatges o La conversa.

## Donació
El 1987, Pablo Vilató Ruiz (nebot de l'artista, fill de la seva germana Lola) fa donació al museu de dues teles del període d'Avinyó: aquesta obra, Home assegut, (1969) i també Bust de dona.